# Боако (департамент)
Боа́ко (ісп. Boaco) — один з департаментів Нікарагуа.

## Географія
Департамент розташований у центральній частині Нікарагуа, біля східного берега озера Нікарагуа. Площа департаменту становить 4176,68 км². Чисельність населення 174 682 чол. (перепис 2012 року). Щільність населення — 41,82 чол./км². Адміністративний центр — місто Боако.
Межує на півночі з департаментом Матагальпа, на заході з департаментами Манагуа і Гранада, на півдні з департаментом Чонталес, на північному сході з Південним Атлантичним регіоном.

## Історія
Утворений в 1938 році з частини департаменту Чонталес.

## Муніципалітети
В адміністративному відношенні департамент Боако підрозділяється на 6 муніципалітетів:
1. Боако
2. Камоапа
3. Сан-Лоренсо
4. Сан-Хосе-де-лос-Рематес
5. Санта-Люсія
6. Теустепе